# Constantin Daicoviciu

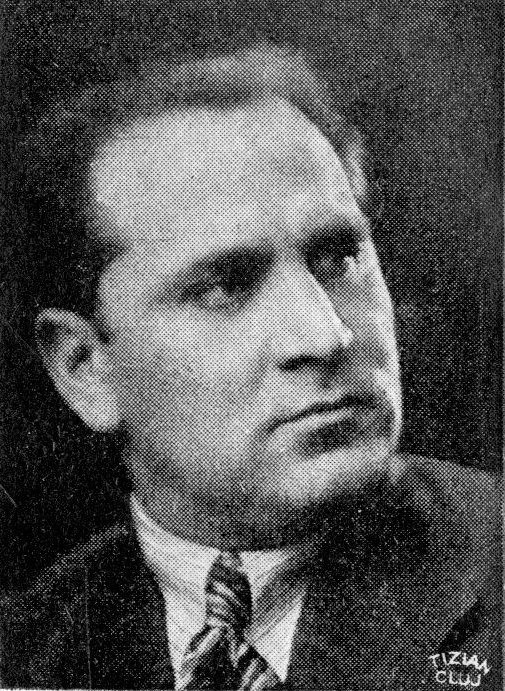
Constantin Daicoviciu în 1934

Constantin Daicoviciu (n. 1 martie 1898, Căvăran, comitatul Caraș-Severin – d. 27 mai 1973, Cluj), a fost un istoric și arheolog, profesor, rector al Universității Babeș-Bolyai din Cluj și politician comunist. A fost membru titular al Academiei Române.

## Biografie
A fost cadru didactic la catedra de antichități clasice și epigrafie la Universitatea din Cluj (1923-1968), din 1932 - conferențiar, iar din 1938 ca profesor, decan în 1940-1941 și iarăși imediat după 23 august 1944, subsecretar de stat la Ministerul Asigurărilor Sociale și Muncă (din ianuarie 1947) și rector între anii 1957-1968, director al Muzeului de Istorie al Transilvaniei (1945-1973), membru al Academiei Române din 1955. Constantin Daicoviciu a fost deputat în Marea Adunare Națională în sesiunea 1948 - 1952. Din punct de vedere politic, Daicoviciu a fost apropiat de conducătorul comunist Gheorghe Gheorghiu-Dej și a susținut poziții istoriografice naționaliste. Astfel, acesta l-a atacat pe Vasile Pârvan în 1954 pentru „aservirea totală a țării către Occident” prin exaltarea romanității românilor, fiind un adversar al ideii romanizării regiunilor din fosta Dacie romană.
În 1961, Daicoviciu a fost ales membru al Consiliului de Stat, sub președinția lui Gheorghe Gheorghiu-Dej. În 1965, Daicoviciu era membru al Partidului Comunist Român.
A fost bursier al Școlii române din Roma între anii 1925-1927. 
Din anul 1973 satul natal Căvăran din județul Caraș-Severin poartă numele istoricului Constantin Daicoviciu.

## Activitatea științifică
Ca istoric al antichității și arheolog, a desfășurat, timp de peste trei decenii, o bogată și permanentă activitate științifică. Era un cercetător pasionat și profund cunoscător al antichității, preocupările sale fiind îndreptate mai ales spre cunoașterea și lămurirea principalelor probleme ale istoriei și civilizației geto-dacilor. A condus timp de mai mulți ani săpăturile din cetățile dacice din Munții Orăștiei. Ca urmare a acestor valoroase cercetări au fost scoase la iveală ruinele cetăților dacice de la Grădiștea Muncelului, Piatra Roșie, Blidaru și ale așezărilor de la Rudele și Fețele Albe. Toate aceste cercetări și descoperiri, în special cele făcute în capitala Daciei, Sarmizegetusa (Grădiștea Muncelului), au contribuit în mod substanțial la o mai bună cunoaștere a istoriei și culturii materiale și spirituale a dacilor din perioada celor doi mari regi Burebista și Decebal. În mod deosebit i-a fost atrasă atenția de istoria Daciei romane, și prin urmare, între anii 1924-1936 a executat săpături de amploare la Sarmizegetusa romană (Ulpia Traiana). În cadrul acelorași preocupări a efectuat recunoașteri pe limesul de nord-vest al Daciei și săpături în castrele de la Micia și Porolissum.

## Distincții
- Ordinul „Meritul Cultural”, în gradul de Cavaler cl. II, pentru litere (1 februarie 1943)[10]
- Ordinul Muncii clasa I (31 decembrie 1956) „cu prilejul împlinirii a 90 de ani de la înființarea Societății Academice Romîne, pentru merite deosebite in muncă”[11]
- Ordinul „23 August” clasa a III-a (12 august 1959) „pentru activitate rodnică în dezvoltarea științei și culturii din Republica Populară Romînă”[12]
- Medalia „40 de ani de la înființarea Partidului Comunist din Romînia” (6 mai 1961) „pentru merite în activitatea de partid și întărirea regimului democrat-popular”[13]
- Laureat al Premiului de Stat (1962)[4]
- Ordinul „Steaua Republicii Populare Romîne” clasa I (18 august 1964) „pentru merite deosebite în opera de construire a socialismului, cu prilejul celei de a XX-a aniversări a eliberării patriei”[14]
- titlul de Om de Știință Emerit al Republicii Populare Romîne (18 august 1964) „pentru merite deosebite în activitatea științifică”[15]
- Ordinul „Tudor Vladimirescu” clasa a II-a (30 aprilie 1966) „cu prilejul celei de-a 45-a aniversări de la înființarea Partidului Partidului Comunist din România, pentru merite deosebite în opera de construire a socialismului”[16]
- Ordinul „Meritul Științific” clasa I (26 septembrie 1966) „pentru merite deosebite în activitatea științifică, cu prilejul Centenarului Academiei Republicii Socialiste România”[17]
- titlul de Erou al Muncii Socialiste și medalia de aur „Secera și Ciocanul” (28 februarie 1968) „pentru merite deosebite în domeniul învățămîntului, științei, în activitatea de stat și obștească, cu prilejul împlinirii vîrstei de 70 ani”[3]
- Laureat al Premiului Herder 1968[18]

## Imagini

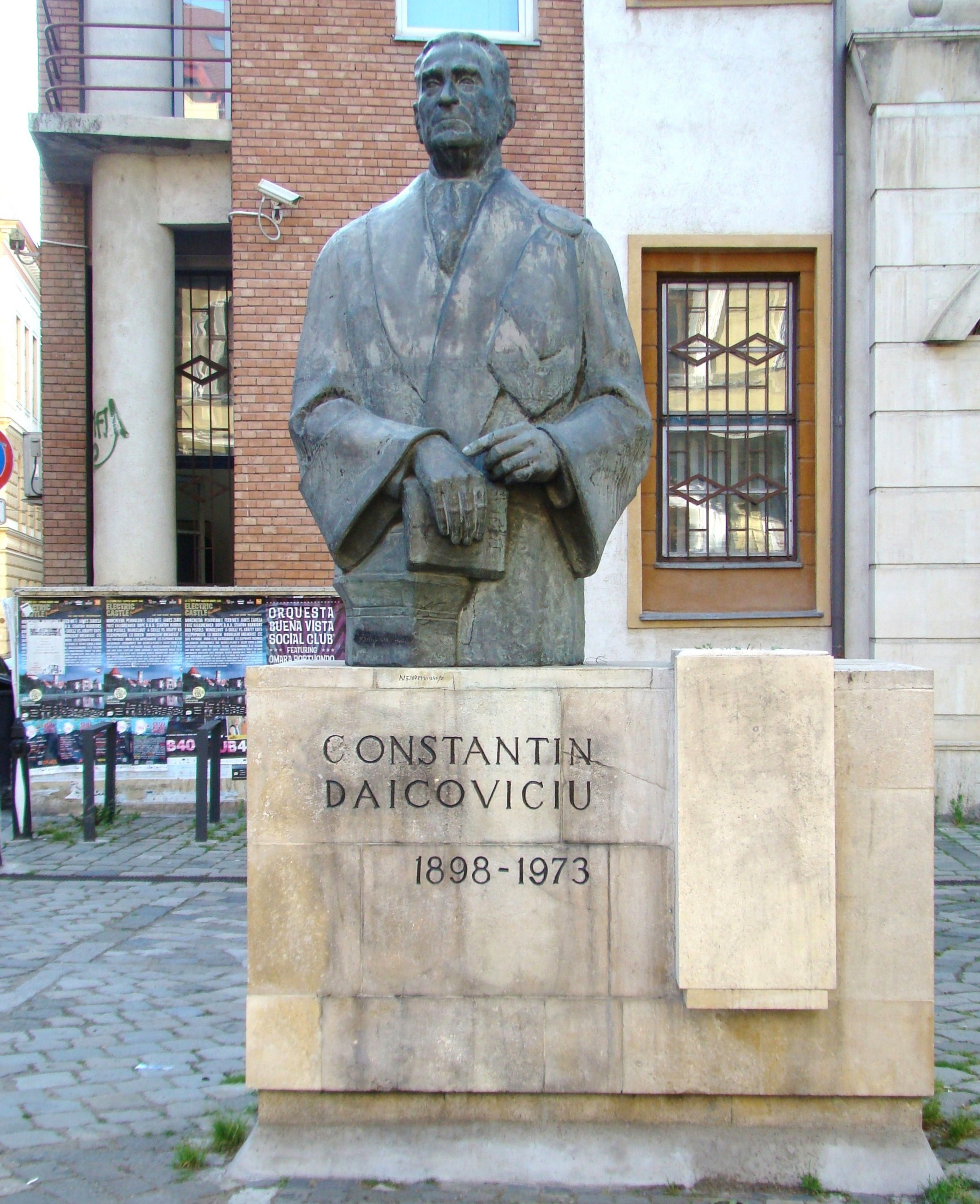
Bustul lui Constantin Daicoviciu din Piața Muzeului, Cluj-Napoca